# Tropische beurszwam
De Tropische beurszwam of rijststro-paddenstoel (Volvariella volvacea) is een eetbare paddenstoel die veel gekweekt en gegeten wordt in Azië. Ze worden gekweekt op een substraat van rijststro, vooral in een subtropisch klimaat met een grote jaarlijkse neerslag.
Ze kunnen verward worden met de giftige groene knolamaniet, waardoor er jaarlijks mensen vergiftigd raken.